# پریلوکا
پریلوکا (به چکی: Příluka) یک منطقهٔ مسکونی در جمهوری چک است که در ناحیه سویتاوی واقع شده‌است. پریلوکا ۳٫۸۱ کیلومتر مربع مساحت و ۱۷۲ نفر جمعیت دارد و ۴۵۵ متر بالاتر از سطح دریا واقع شده‌است.